# بازها و کبوترهای پولی
باز پولی, یا به اختصار باز، لفظی است که برای توصیف کسی استفاده می‌شود که پایین نگه داشتن تورم را در سیاست پولی از اولویت‌های بالا می‌داند. این لفظ در تضاد با کبوتر پولی است که شخصی را توصیف می‌کند که بر دیگر مسایل مخصوصاً بیکاری پایین تأکید می‌کند تا تورم پایین.
این دو لفظ در ایالات متحده آمریکا در توصیف اعضا و نامزدهای هیئت مدیره فدرال رزرو به کار می‌روند. این افراد هم به عنوان اعضای هیئت مدیره فدرال رزرو و هم به عنوان اعضای کمیته بازار آزاد فدرال بر سیاست پولی آمریکا اثرگذاری عمده‌ای دارند.